# Рождество Богородично (Охрид)
„Рождество на Пресвета Богородица“ (на македонска литературна норма: „Рождество на Пресвета Богородица“) е православна църква в град Охрид, Република Македония. Църквата е част от Охридското архиерейско наместничество на Дебърско-Кичевската епархия на Македонската православна църква. Църквата е разположена в скала под църквата „Свети Йоан Богослов“ в Канео. Основите са осветени на 13 октомври 1993 година, а църквата е осветена на 1 ноември 1998 година от митрополит Тимотей Дебърско-Кичевски. Едокорабната църква е градена на две нива - първото е посветено на Света Петка, а второто по-високо ниво на Рождество Богородично. Живописта е дело на Тони Минцов.